# Эфиопия на летних Олимпийских играх 1960
Эфиопия являлась страной-участницей Олимпийских игр 1960 года, которые проходили в Риме, столице Италии. Абебе Бикила впервые за историю принес Эфиопии золотую медаль.

## Золото
| Золото |                |                                    |
| #      | Спортсмен (-ы) | Вид спорта (дисциплина)            |
| 1      | Абебе Бикила   | Лёгкая атлетика, мужчины. Марафон. |

## Результаты соревнований

### Велоспорт

#### Шоссейный велоспорт
Спортсменов — 5
Мужчины
| Соревнование    | Спортсмен       | Время     | Место | Отставание |
| --------------- | --------------- | --------- | ----- | ---------- |
| Групповая гонка | Куфлю Алазар    | DNF       | DNF   | DNF        |
| Групповая гонка | Гурему Дембоба  | DNF       | DNF   | DNF        |
| Групповая гонка | Амус Тессема    | DNF       | DNF   | DNF        |
| Групповая гонка | Мегра Адмассу   | DNF       | DNF   | DNF        |
| Командная гонка | Гурему Дембоба  | 2 38' 34" | 28    | 24' 01"    |
| Командная гонка | Куфлю Алазар    | 2 38' 34" | 28    | 24' 01"    |
| Командная гонка | Амус Тессема    | 2 38' 34" | 28    | 24' 01"    |
| Командная гонка | Негусс Менгисту | 2 38' 34" | 28    | 24' 01"    |